# Зиґмунт Мілковський
Зигмунт Мілковський (пол. Zygmunt Miłkowski псевдонім: Теодор-Томаш Єж (пол. Teodor Tomasz Jeż); 23 березня 1824, с. Сарацея, нині Рибницького району, Молдова — 11 січня 1915, м. Лозанна, Швейцарія) — польський письменник, публіцист, громадський діяч.

## Життєпис
Навчався у Рішельєвському ліцеї в Одесі (1843—1846) та Київському університеті (1847—1848). Співорганізатор польського повстання 1863—1864; перебував у містах Кременці, Вишнівці (нині смт Збаразького району Тернопільської області), Почаєві, де організував повстанський загін.
Був одружений з уродженкою міста Чорткова С. Врублевською.

## Доробок
Автор романів, перекладів, історико-публіцистичних праць «Руська справа в Галичині» (1861), «Лях-Чех-Рус» (1878), «Руська справа. Провідники Русі» (1879), «Повстання в Чернихові в 1888 р.» (1895), «Вдосвіта» (1907), «На світанку» (1908) та інших. Повісті «Василь Голуб» (1858), «Гандзя Загорницька» (1859), «Григір Сердешний» (1873), «Стародубська справа» (1875), «Івась» (1886) — з життя українських селян. З. Мілковський є автором статей і нарисів з історії, етнографії, мемуарів «З одеських спогадів» (1893), «Від колиски через життя» (т. 1-3, вид. 1936-37) тощо.